# Galerudolphia peterhelmuti
Galerudolphia peterhelmuti es una especie de insecto coleóptero de la familia Chrysomelidae.
Fue descrita científicamente en 2005 por Bolz & Wagner.